# 奈良県立橿原公苑

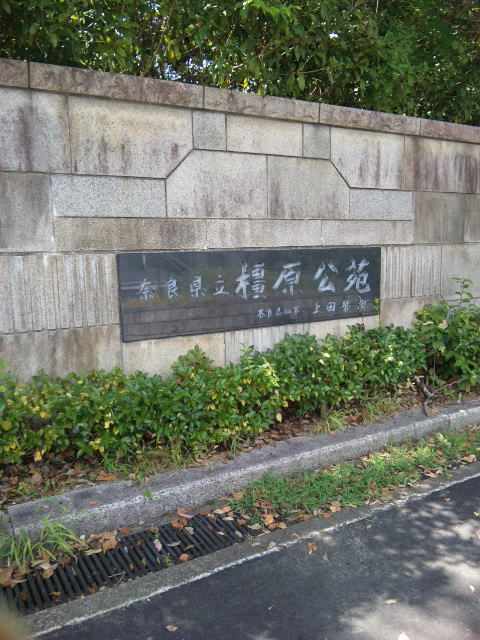
奈良県立橿原公苑

奈良県立橿原公苑（ならけんりつかしはらこうえん）は、奈良県橿原市にある運動公園。

## 概要
通称「橿原公苑」。
1940年に橿原神宮外苑に開設された橿原道場を前身とし、1952年に開設された。
畝傍山の東側に位置し、野球場・陸上競技場・体育館などの運動施設を備えており、高校野球奈良県予選をはじめ、各種の競技大会や市民のスポーツの場所として使用されている。この他にも、2002年（平成14年）のサッカーワールドカップ・チュニジア代表のキャンプ地や、1984年（昭和59年）のわかくさ国体、2009年（平成21年）の近畿まほろば総体の競技会場の1つとしても使用された。

## 施設
- 公苑本館：事務室・会議室（大1・小2）・宿泊室（10部屋）
- 橿原公苑野球場：10,000人収容。高校野球奈良県予選の本会場。命名権により「さとやくスタジアム」の名称。
- 橿原公苑陸上競技場：5,000人収容。2002年ワールドカップのチュニジア代表キャンプ地。
- 体育館（第1・第2）・トレーニング室：第1体育館は命名権により「ジェイテクトアリーナ奈良」の名称。
- テニスコート：全天候型4面
- 柔剣道場：木造平屋
- 弓道場：1953年（昭和28年）、第一回全日本学生弓道選手権大会が開催された。
- 相撲場
- 多目的広場

## 交通
- 近鉄橿原線「畝傍御陵前駅」から徒歩で約5分。
- 近鉄橿原線または近鉄南大阪線・吉野線「橿原神宮前駅」から徒歩で約5分。
- 南北2箇所に約200台分の駐車場

## 周辺施設
- 橿原神宮（神武天皇陵・畝傍山）
- 奈良県立橿原考古学研究所と附属博物館

## 施設写真

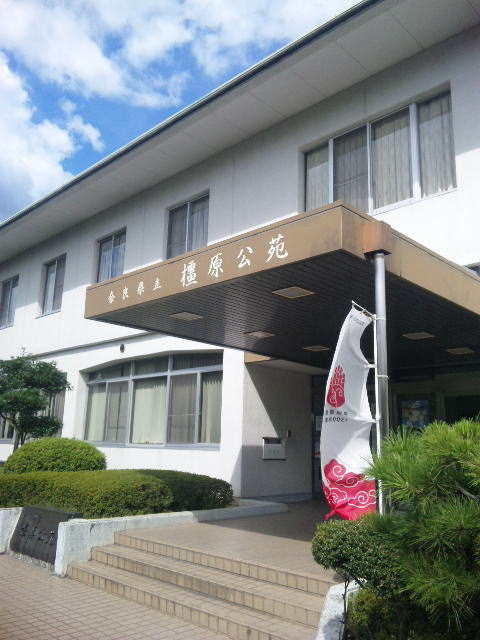
本館
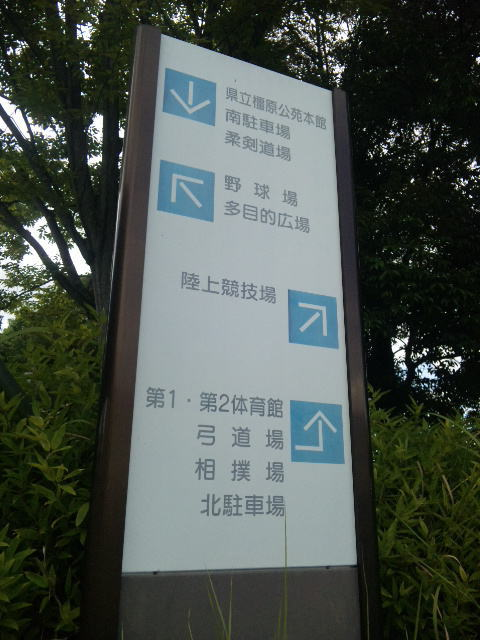
案内板
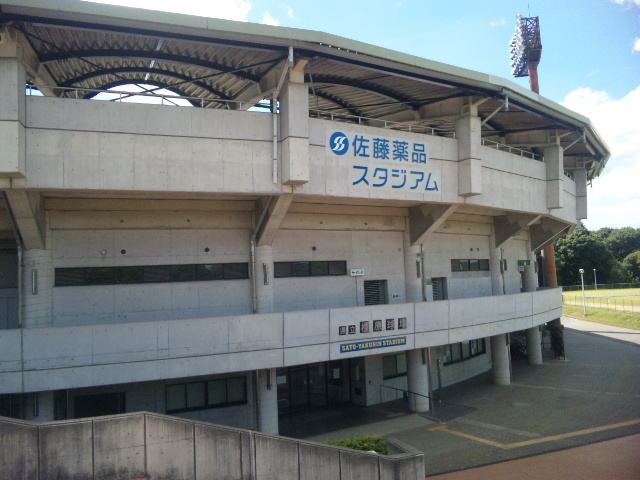
野球場遠景
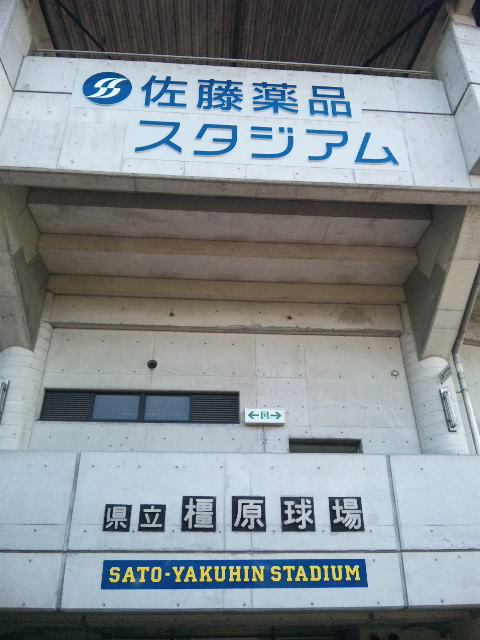
野球場
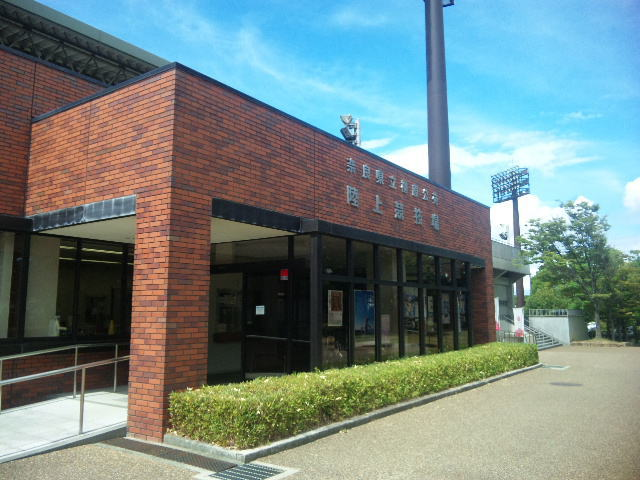
陸上競技場
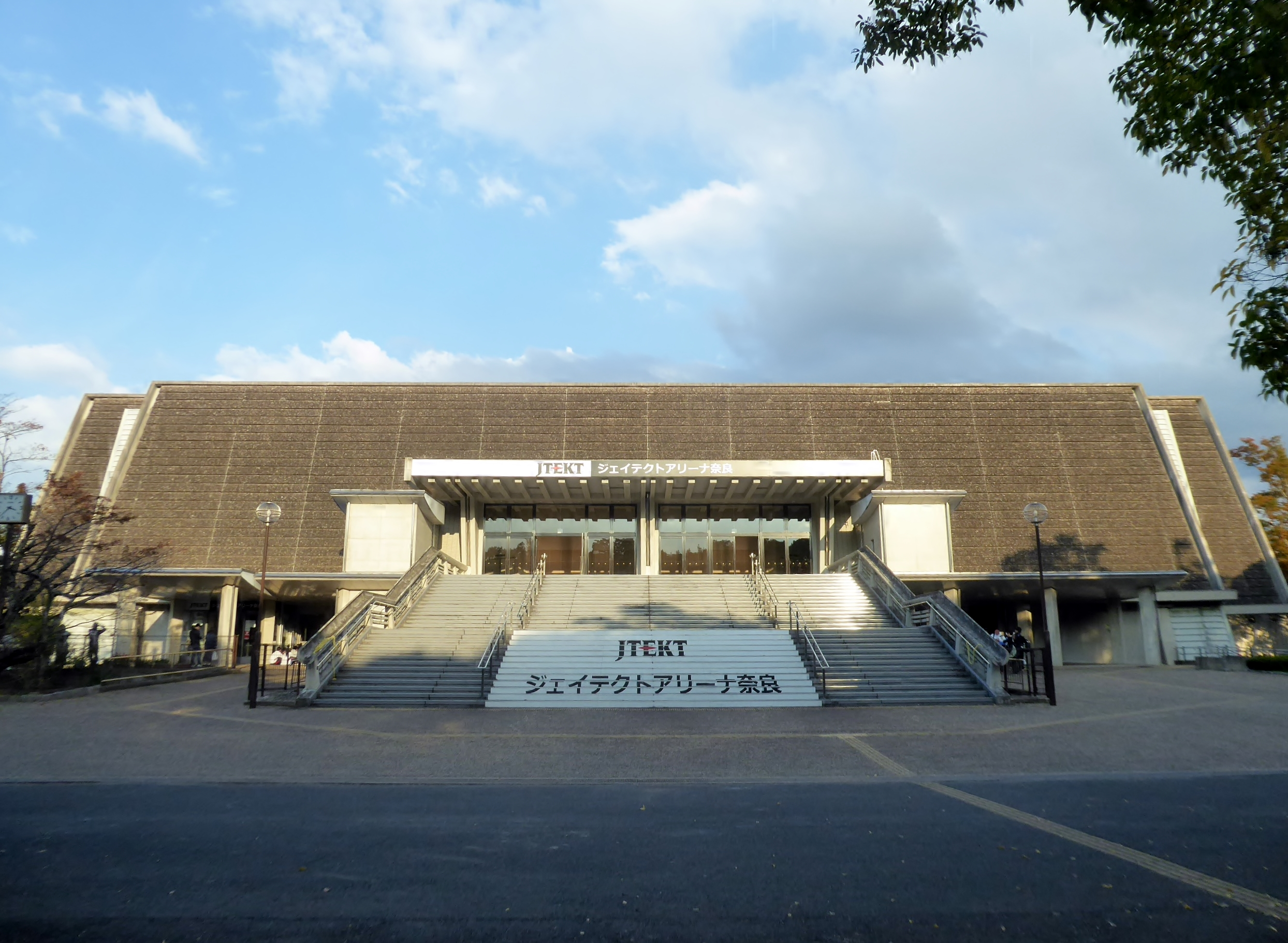
第1体育館
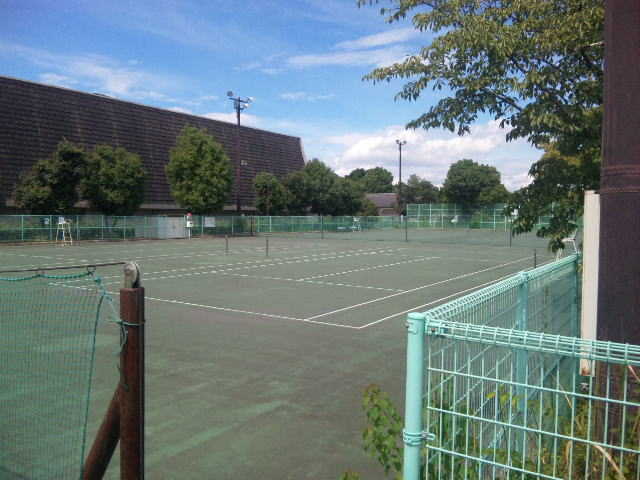
テニスコート
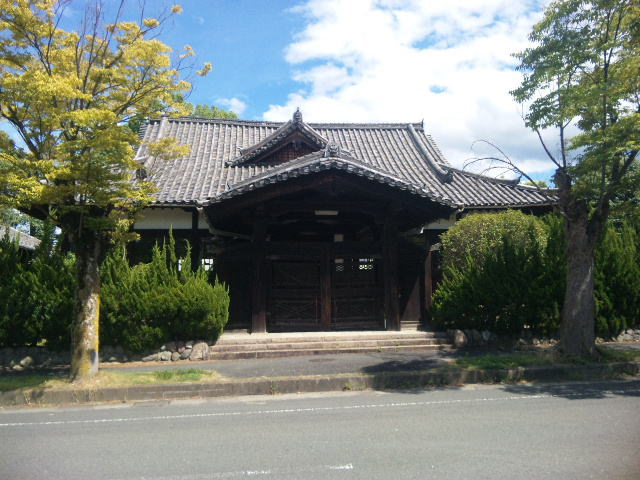
柔剣道場
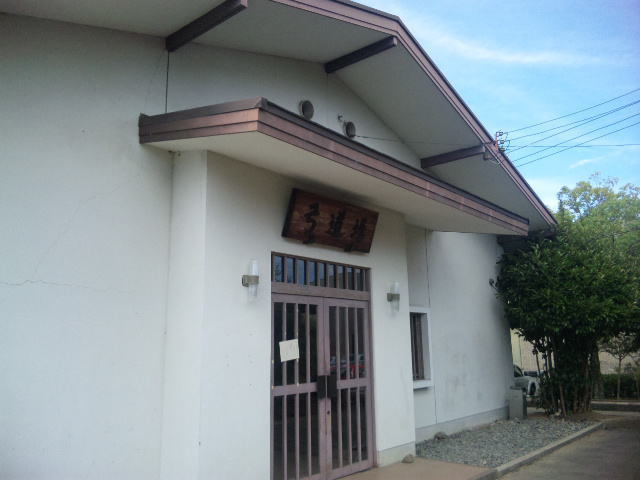
弓道場入口
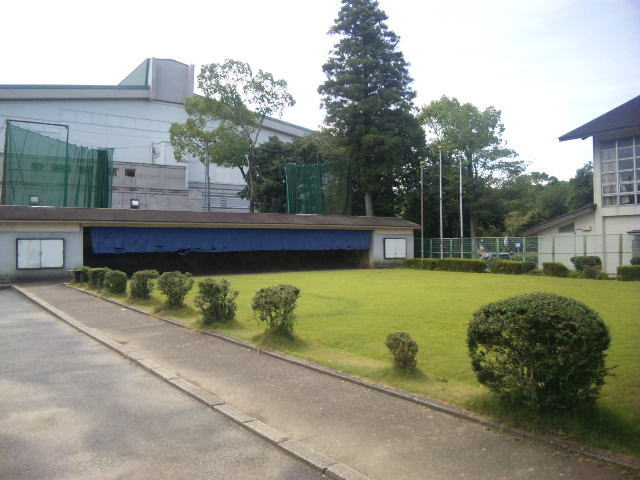
弓道場の安土
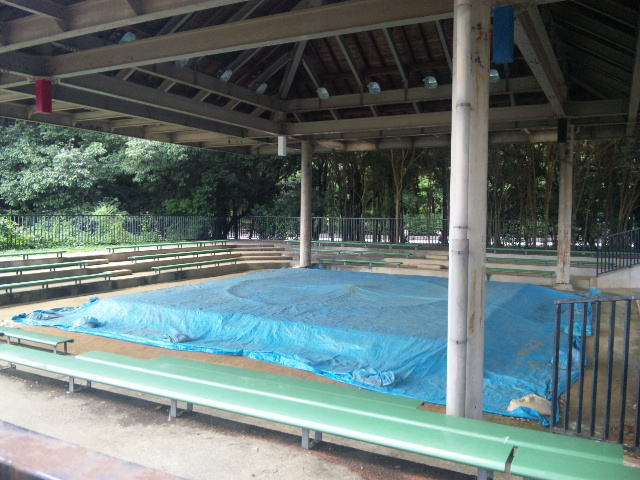
相撲場
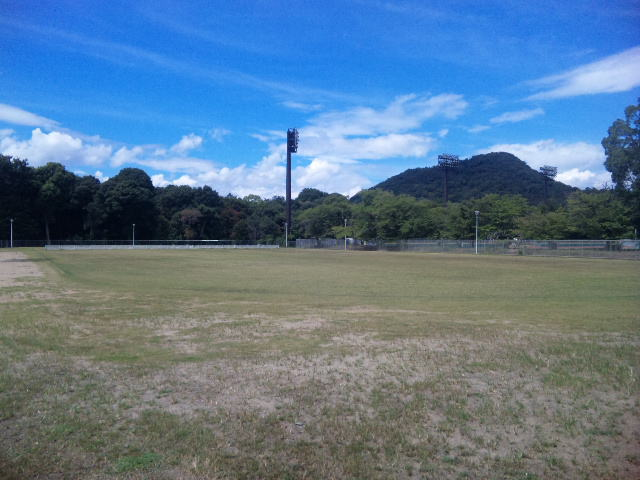
多目的広場。背景に畝傍山。

## 橿原市営橿原運動公園との用地交換
奈良県では2031年（令和13年）の第85回国民スポーツ大会の開催が予定されており、奈良県と橿原市では県立橿原公苑と橿原市営橿原運動公園と用地を全面交換して、大規模スポーツ拠点を新たに整備する計画が進められていた（差額は金銭補償）が、協議の先行きが不透明な状況であるため橿原市議会の特別委員会（2021年11月）で採決した結果、全議員23人のうち、賛成11人、反対12人とわずか1人の差で反対多数となったことから、同市長・亀田忠彦と、奈良県知事・荒井正吾は等価交換による一体整備を断念する意向を示した。
現在の橿原公苑陸上競技場は日本陸連第2種で、第1種公認に必要な補助競技場がないこと（代替として陸上競技場の隣に多目的広場=陸連未公認がある）や、競技場の広さが約10㏊しかないため、橿原運動公園と等価交換したうえで、橿原運動公園を県営化した際に新たな第1種公認の競技場を作る予定だった。荒井は「陸上をメインとする会場であるならば橿原公苑が第1候補である」と、現施設の拡充を示唆している。
その後2022年10月、改めて奈良県と橿原市との間で新たなスポーツ拠点整備のための協議のための覚書を締結し、橿原公苑と橿原運動公園を一体整備しスポーツ拠点づくりを目指すほか、それをいかしたまちづくりを行うことに関しての協議を行うことを盛り込んだ。荒井は「以前の案は県側の調整不足だったので再チャレンジしたい。橿原運動公園の一部を県が整備する考えがある。市議会の理解を得たうえで年内に整備案を公表したい」、一方亀田は「協議はこれからだが、市議会の理解を得られるように検討したい」とそれぞれ述べている。
その後2023年4月の統一地方選挙で奈良県知事に当選した山下真は、既存施設の改修で対応する方針を示し、上記の整備計画の白紙化が懸念されているが、2024年1月、橿原公園の2つの体育館を統合・整理して、音楽コンサートなどにも対応した多目的アリーナへの改築を行うことを明かした。奈良国スポにおいては総合開会式の会場にすることも検討している。これに合わせて野球場と陸上競技場もグラウンドの拡張やトラックの張替えなどの工事を予定している。